# Euxoa clavigera
Euxoa clavigera là một loài bướm đêm trong họ Noctuidae.